# Neoplastizismus

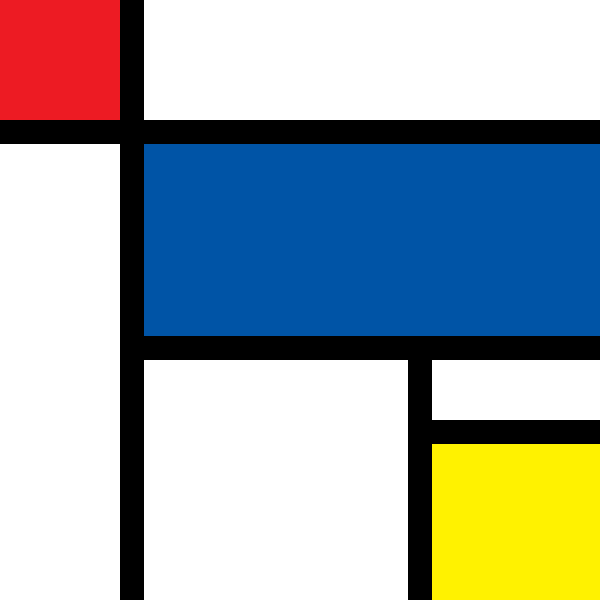
Gestaltung nach Mondrians Grundprinzip

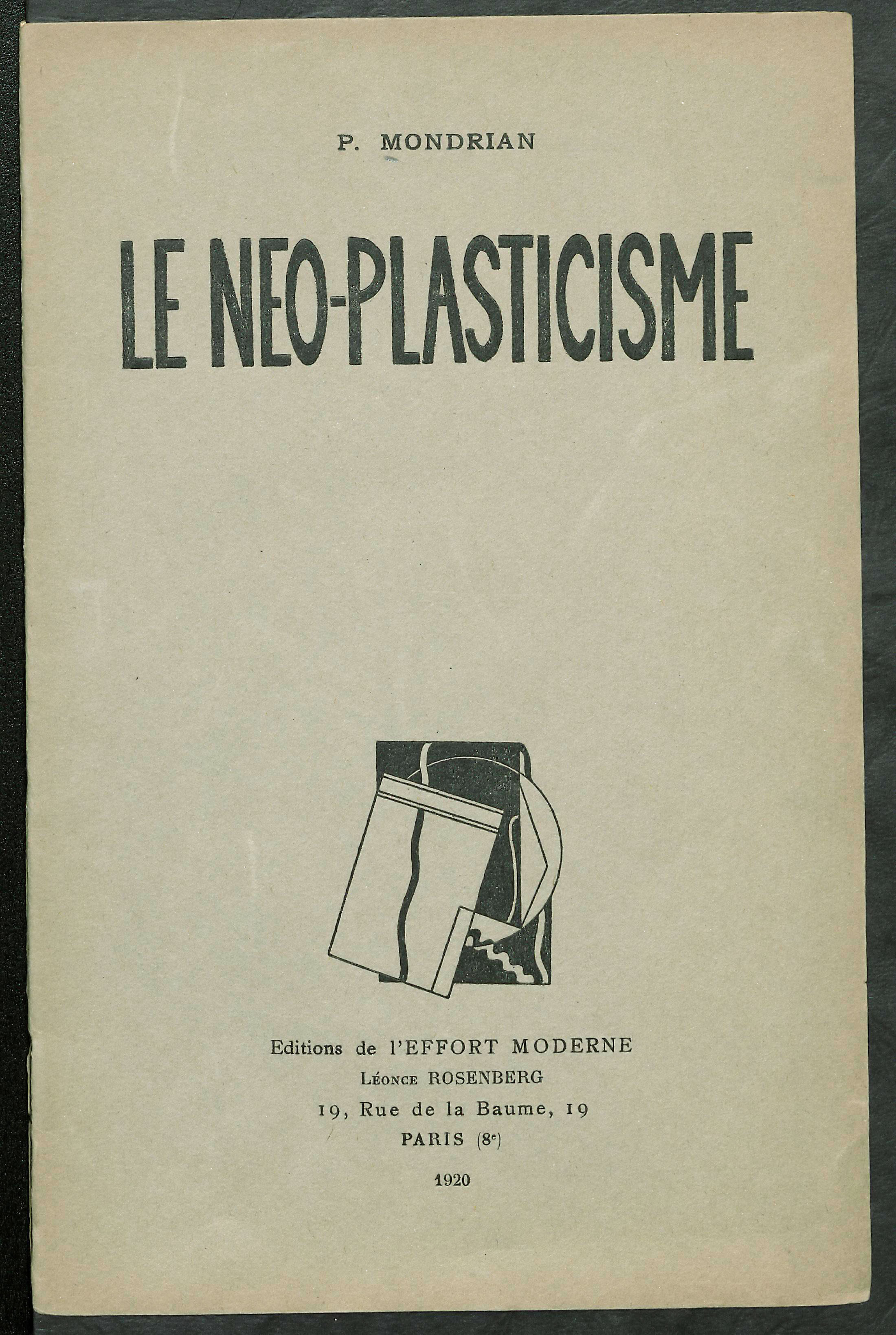
Piet Mondrian: Le Néo-Plasticisme (1920)

Neoplastizismus (von frz. néoplasticisme) auch Neue Gestaltung genannt, bezeichnet eine von Piet Mondrian in seinem kunsttheoretischen Essay Le Néo-Plasticisme 1920 definierte Stilrichtung in der Malerei.

## Beschreibung
Mondrian forderte eine strenge Reduzierung der Bildsprache auf horizontale und vertikale Linien, die Grundfarben Rot, Gelb und Blau, sowie die Nichtfarben Schwarz als Gittermuster und Weiß als Bildgrund. Beeinflusst vom emotionalen Suprematismus des Russen Kasimir Malewitsch leitete Mondrian sein signifikantes Gestaltungsprinzip für sich ursprünglich vom Impressionismus kommend über den Kubismus ab und gelangte schließlich über eine kontinuierliche Rasterung des Motivs zu einer rationalen, malerisch-harmonischen Aufteilung der Leinwand. Mondrian wandelte das Prinzip in seinem späteren Arbeiten ab, vermied aber weitgehend Sekundärfarben in seinem Werk.
Stilistische Parallelen finden sich im Bauhaus und bei den Künstlern der von Mondrian mitbegründeten Künstlergruppe De Stijl sowie im Elementarismus als dynamische Reaktion des De Stijl-Mitbegründers Theo van Doesburg und in der französischen Künstlergruppe Abstraction-Création. Richtungsweisend war der Neoplastizismus in seiner Rationalität unter anderem für die Entwicklung der Konzeptkunst, des Minimalismus und für die Maler der Nachmalerischen Abstraktion in den USA.
Im weiteren Sinne umschreibt Neoplastizismus sämtliche Gestaltungsformen, denen ein reduzierendes, geometrisch-harmonisches Prinzip zu Grunde liegt, so in der Architektur (Neues Bauen) oder in der Typografie (vgl. die Schrift Futura von Paul Renner).

## Liste der Künstler des Neoplastizismus (Auswahl)
- Burgoyne Diller (1906–1965), Maler
- Theo van Doesburg (1883–1931), Maler, Designer und Schriftsteller
- Cornelis van Eesteren (1897–1988), Architekt
- Jean Gorin (1899–1981), Maler
- Robert van ’t Hoff (1887–1979), Architekt
- Vilmos Huszár (1884–1960), Maler
- Anthony Kok (1882–1969), Dichter
- Bart van der Leck (1876–1958), Maler
- Piet Mondrian (1872–1944), Maler und Kunsttheoretiker
- Marlow Moss (1889–1958), Malerin und Bildhauerin
- J.J.P. Oud (1890–1963), Architekt
- Gerrit Rietveld (1888–1964), Architekt und Designer
- Georges Vantongerloo (1886–1965), Bildhauer
- Friedrich Vordemberge-Gildewart, Maler
- Charmion von Wiegand (1896–1983), Malerin und Kunstkritikerin
- Jan Wils (1891–1972), Architekt